# Alfreda Markowska
Alfreda Markowska, född 10 maj 1926 nära Ivano-Frankivsk i dåvarande Polen (i nuvarande Ukraina), död 30 januari 2021 i Gorzów Wielkopolski i Polen, var en polsk-romisk kvinna som under Andra världskriget räddade cirka femtio unga romer och judar undan nazisterna.
1941 mördade tyskarna hela hennes storfamilj (65–85 personer) i en massaker i närheten av Biała Podlaska. Som enda överlevande kom hon 1942 till Rozwadów, där hon gifte sig. Paret greps vid ett antal tillfällen, men lyckades fly. Hon blev anställd vid järnvägen, och fick ett arbetsintyg (Kennkarte) som gav henne viss frihet. Hon började då resa till platser där massakrer ägt rum, och sökte efter överlevande. Hon tog med dem hem, där hon gömde dem och ordnade falska dokument som skydd mot tyskarna. Uppskattningsvis femtio barn räddades av henne. När hon många år senare fick frågan om hon inte varit rädd, svarade hon att hon inte räknade med att överleva kriget, så rädsla hade inte varit något problem.
För att undvika tvångsrekrytering till den framryckande Röda armén flydde Markowska, hennes man och några av barnen som hon räddat västerut. Hon kom så att hamna i det nya Polen, och bodde först i Poznań och senare i Gorzów Wielkopolski.
För sina heroiska handlingar tilldelades Markowska orden Polonia Restituta av president Lech Kaczyński i oktober 2006.